# Мурзаев, Шахабутдин Атаевич
Шахабутдин (Шарабутдин) Атаевич Мурзаев (9 сентября 1961, Махачкала, Дагестанская АССР, РСФСР, СССР) — советский спортсмен, специализировался по карате, победитель чемпионата СССР.

## Спортивная карьера
Карате начал заниматься в 1980 году, занимался под руководством тренера Джамалутдина Асхабова в спортивном клубе «Дагестан». Позже перебрался в Советскую Ассоциацию Восточных Единоборств (САВЕ), где тренировался у Шарапутдина Магомедова. В 1991 году стал победителем чемпионата СССР . 

## Личная жизнь
В 1976 году окончил школу № 22 в Махачкале. В 1980 году окончил Дагестанский политехнический техникум.

## Спортивные достижения
- Чемпионат СССР по карате 1991 — ;